# زد رصيدك 3
زد رصيدك 3 هو برنامج واقع سعودي إجتماعي عرض في قناة بداية وهو النسخة الثالثه من برنامج زد رصيدك
بدء البرنامج في اواخر عام 2012 م وأستمر 3 أشهر .
قدم البرنامج 3 جوائز لأصحاب المراكز الأولى
جائزة المركز الأول ثلاث مئة ألف ريال سعودي والجائزة للمركز الثاني مئة وخمسون ألف ريال سعودي والجائزة للمركز الثالث خمسون ألف ريال سعودي
كما فاز بجوائز تصويت الجمهور :-
فاز بالسيارة الأولى علي الغامدي
فاز بالسيارة الثانية ياسر العباس
فاز بالسيارة الثالثه أسامة الزهراني

## مكان البرنامج
قرية زد رصيدك في العمارية-الرياض

## مدة البرنامج
ثلاث أشهر وبث على مدار 16 ساعه في اليوم .

## فقرات البرنامج
- الشيف تقديم عقيل الجناحي
- المزاد تقديم عقيل الجناحي
- بيت الحكمة : وهي فقرة صباحية لكبار السن .
- مجلس النقاش بتقديم محمد الصبحان وناصر الغامدي وسامي الجعوني
- الخيمة ومشرفها غرم البيشي
- البلدية ل طراد العنزي
- مسابقة زد رصيدك تقديم سامي الجعوني
- تسمية التصفيات تقديم عقيل الجناحي
- البرايم تقديم مهدي بخاري

## المتسابقون
- عيد سعود من السعودية
- يوسف المري من السعودية
- إبراهيم النقيب من اليمن
- ايهاب المقداد من سوريا
- أسامة الزهراني من السعودية
- عبد الله مشرف الخشرمي من السعودية
- عمر العمير من السعودية -انسحب-
- محمد عباس من السودان
- عبد الرحمن الفراج من السعودية
- محمد الحسينان من السعودية
- إبراهيم المعيدي من السعودية
- عمر الحضري من سلطنة عمان
- خالد الشامري من الكويت -كبديل للمتسابق عمر العمير الذي انسحب-
- ياسر العباس من السعودية
- علي الوافي من السعودية
- علي الغامدي من السعودية
- مهدى الورتاني من تونس
- نور الدين الخطابي من المغرب
- سعد القحطاني من السعودية
- بندر الغرير من السعودية
- فواز القرشي من السعودية

والفائزون بالمراكز الثالثة هم:
| فارس البرنامج | المركز الثاني    | المركز الثالث |
| ------------- | ---------------- | ------------- |
| بندر الغرير   | عبدالرحمن الفراج | محمد عباس     |

## الطاقم الإداري
صاحب الفكرة ومنتجها : أ.خالد العجمي
مشرف البيت: أبو عبد الكريم (إبراهيم القصيمي)
المنشد القطري والمقدم : عقيل الجناحي
الإعلامي : عبد الله الراجح